# Roy Powell
Roy Powell (Langham (Rutland), 2 oktober 1965) is een Britse jazzpianist.

## Biografie
Zijn moeder was historicus. Zijn vader was wetenschapper, die het gezin van Rutland naar Canada verhuisde. Toen Powell tien jaar oud was, keerde het gezin terug naar Engeland en vestigde zich in Hayfield (Derbyshire). Hij had vijf jaar lang piano gespeeld, nadat hij les had gekregen van zijn vader. Hij bezocht de New Mills School op hetzelfde moment als Lloyd Cole. In de jaren 1970, toen andere tieners naar The Clash en The Sex Pistols luisterden, luisterde Powell naar Duke Ellington en Miles Davis en kocht hij albums via de post uit Amerika. Hij ging naar het Royal Northern College of Music, studeerde overdag piano en klassieke compositie en speelde 's avonds in jazzclubs in Manchester. Na het verlaten van de school begon hij een jazz fusion band en choreografeerde hij een ballet. In 1992 was hij lid van het Creative Jazz Orchestra. Drie jaar later verhuisde hij naar Noorwegen om les te geven..
Powell is lid geweest van de band InterStatic met Jacob Young en Jarle Vespestad en de band Naked Truth met Lorenzo Feliciati, Pat Mastelotto en Graham Haynes. Hij nam het album Mumpbeak op met Feliciati, Mastelotto, Bill Laswell, Tony Levin en Shanir Ezra Blumenkranz. Op het album speelt Powell Hohner clavinet door middel van gitaareffectpedalen en versterkers.

## Discografie
- ????: A Big Sky (Totemic)
- 1999: Holus (Resonant Music)
- 2001: North by Northwest (Nagel Heyer Records)
- 2003: Solace (Nagel Heyer)
- 2006: Peak Experience Trio (Totemic)
- 2007: Rendezvous: Live in London (Nagel Heyer)
- 2012: Holy Abyss (Cuneiform Records)
- 2011: Anthem (PVY)[5]
- ????: Shizaru (RareNoiseRecords) met Cuong Vu, Lorenzo Feliciati en Pat Mastelotto
- ????: InterStatic (RareNoise) met Jacob Young en Jarle Vespestad
- ????: Ouroboros (RareNoise) met Graham Haynes, Lorenzo Feliciati en Pat Mastelotto
- ????:  Mumpbeak (RareNoise) met Bill Laswell, Tony Levin, Pat Mastelotto, Shanir Blumenkrantz en Lorenzo Feliciati
- ????:  Arise InterStatic (RareNoise) met Jacob Young en Jarle Vespestad
- ????:  Avian Thug (RareNoise) met Graham Haynes, Lorenzo Feliciati en Pat Mastelotto
- ????:  Mumpbeak Tooth (RareNoise) met Lorenzo Feliciati en Torstein Lofthus[6]

- Bibliothèque nationale de France: cb139789527 (data)
- Gemeinsame Normdatei: 134967801
- International Standard Name Identifier: 0000 0000 5549 4862
- Library of Congress Control Number: nr95005138
- MusicBrainz: 0876e455-3c33-487d-85f5-a81a50299f69
- Nationale Bibliotheek van Israël: 987007343144605171
- Virtual International Authority File: 2355507
- WorldCat: E39PBJvXkXppvVmYyRH8btJhpP